# Ophiuche scissalis
Ophiuche scissalis är en fjärilsart som beskrevs av Walker 1866. Ophiuche scissalis ingår i släktet Ophiuche och familjen nattflyn. Inga underarter finns listade i Catalogue of Life.